# 小祿御殿
小祿御殿是琉球國第二尚氏王朝時期的按司家、王族。
小祿御殿的元祖尚維衡，本為尚真王的世子，後來被尚真王夫人謝華后（思戶金按司加那志）所讒，被廢黜，退隱於浦添城。此後三世，小祿御殿家隱居於浦添城。
1588年，尚永王病逝無子，由女婿尚寧（小祿御殿三世尚懿長子）繼位。此後，小祿御殿家開始興盛，並成為琉球國的名門之一。小祿御殿輩出攝政4人、三司官14人，被與翁氏、馬氏、毛氏池城家和毛氏豐見城家併稱為「五大姓」、「五大名門」。

## 系譜
- 一世・尚維衡（浦添王子朝滿）
- 二世・尚弘業（浦添王子朝喬）
- 三世・尚懿（與那城王子朝賢）
- （四世）・尚寧（尚懿長子，第二尚氏王朝第七代國王）
- 四世・尚宏（大具志頭王子朝盛，尚懿次子）
- 五世・尚林（具志頭王子朝誠）
- 六世・向擇善（具志頭按司朝智）
- 七世・向世勳（具志頭按司朝彌）
- 八世・向天爵（具志頭按司朝騎）
- 九世・向廷極（具志頭按司朝良，向天爵長子）
- 九世・向廷尉（具志頭按司朝憲，向天爵四子）
- 十世・向光（具志頭按司朝經，向廷極長子）
- 十世・尚容（宜野灣王子朝祥，為尚穆王四子，名乘原為朝陽，後改朝祥，過繼給向廷尉當嗣子，琉球三十六歌仙中之一）
- 十一世・向世昌（大山按司朝恆）
- 十二世・向承芳（小祿按司朝睦）
- 十三世・向鴻章（小祿朝亮）